# Cadre-47/2-Europameisterschaft 1968

Logo CEB (ausrichtender Verband)

Veranstaltungsort: Geel

Die Cadre-47/2-Europameisterschaft 1968 war das 30. Turnier in dieser Disziplin des Karambolagebillards und fand vom 8. bis zum 11. Februar 1968 in Geel, in Flandern  statt. Es war die vierte Cadre-47/2-Europameisterschaft in Belgien.

## Geschichte
Diese Europameisterschaft endete mit einem Durchmarsch für den Einhovener Henk Scholte. Nur die letzte Partie gegen den Zweiten John van den Branden endete knapp. Scholte siegte mit 400:397 in sechs Aufnahmen. Auch bei einer Niederlage wäre Scholte Meister gewesen. Dritter wurde der Titelverteidiger Hans Vultink. Erstmals bei einer Cadre 47/2-Europameisterschaft dabei war der Berliner  Dieter Müller. Stark durch eine Grippe geschwächt war für den Deutschen Meister eine bessere Platzierung nicht möglich.

## Turniermodus
Hier wurde im Round Robin System bis 400 Punkte gespielt. Es wurde mit Nachstoß gespielt. Damit waren Unentschieden möglich.
Bei MP-Gleichstand wird in folgender Reihenfolge gewertet:
1. MP = Matchpunkte
2. GD = Generaldurchschnitt
3. HS = Höchstserie

## Abschlusstabelle
| MP    | Match Points (Sieger = 2; Unentschieden = 1; Verlierer = 0) |
| Pkte. | Erzielte Karambolagen                                       |
| Aufn. | Benötigte Versuche                                          |
| GD    | Generaldurchschnitt                                         |
| BED   | Bester Einzeldurchschnitt eines Spielers                    |
| HS    | Höchstserie                                                 |
|       | Bester GD des Turniers                                      |
|       | Bester ED des Turniers                                      |
|       | Beste HS des Turniers                                       |
|       | 1. Platz (Gold)                                             |
|       | 2. Platz (Silber)                                           |
|       | 3. Platz (Bronze)                                           |

| Platz                      | Name                 | MP   | Pkte. | Aufn. | GD    | BED    | HS  |
| -------------------------- | -------------------- | ---- | ----- | ----- | ----- | ------ | --- |
| 1                          | Henk Scholte         | 14:0 | 2800  | 34    | 75,67 | 200,00 | 328 |
| 2                          | John van den Branden | 10:4 | 2434  | 61    | 39,90 | 100,00 | 230 |
| 3                          | Hans Vultink         | 9:5  | 2347  | 41    | 57,24 | 200,00 | 400 |
| 4                          | José Gálvez          | 8:6  | 2371  | 47    | 50,44 | 100,00 | 307 |
| 5                          | Jean Galmiche        | 6:8  | 2017  | 67    | 30,10 | 36,36  | 179 |
| 6                          | Joseph Vervest       | 4:10 | 1553  | 68    | 22,83 | 50,00  | 217 |
| 7                          | Dieter Müller        | 4:10 | 1616  | 77    | 20,98 | 36,36  | 120 |
| 8                          | Franz Stenzel        | 1:13 | 1381  | 70    | 19,72 | 36,36  | 145 |
| Turnierdurchschnitt: 35,29 |                      |      |       |       |       |        |     |